# アックーアリカ・デル・カーポ
アックーアリカ・デル・カーポ (イタリア語: Acquarica del Capo) は、イタリア共和国プッリャ州レッチェ県に存在した、人口約4,600人の基礎自治体（コムーネ）。
2019年5月15日にプレシッチェと合併し、プレシッチェ＝アックーアリカの一部となった。

## 地理

### 位置・広がり

#### 隣接コムーネ
コムーネ時代に隣接していたコムーネは以下の通り。
- プレシッチェ
- ルッファーノ
- スペッキア
- タウリザーノ
- ウジェント